# Nathan F. Dixon I

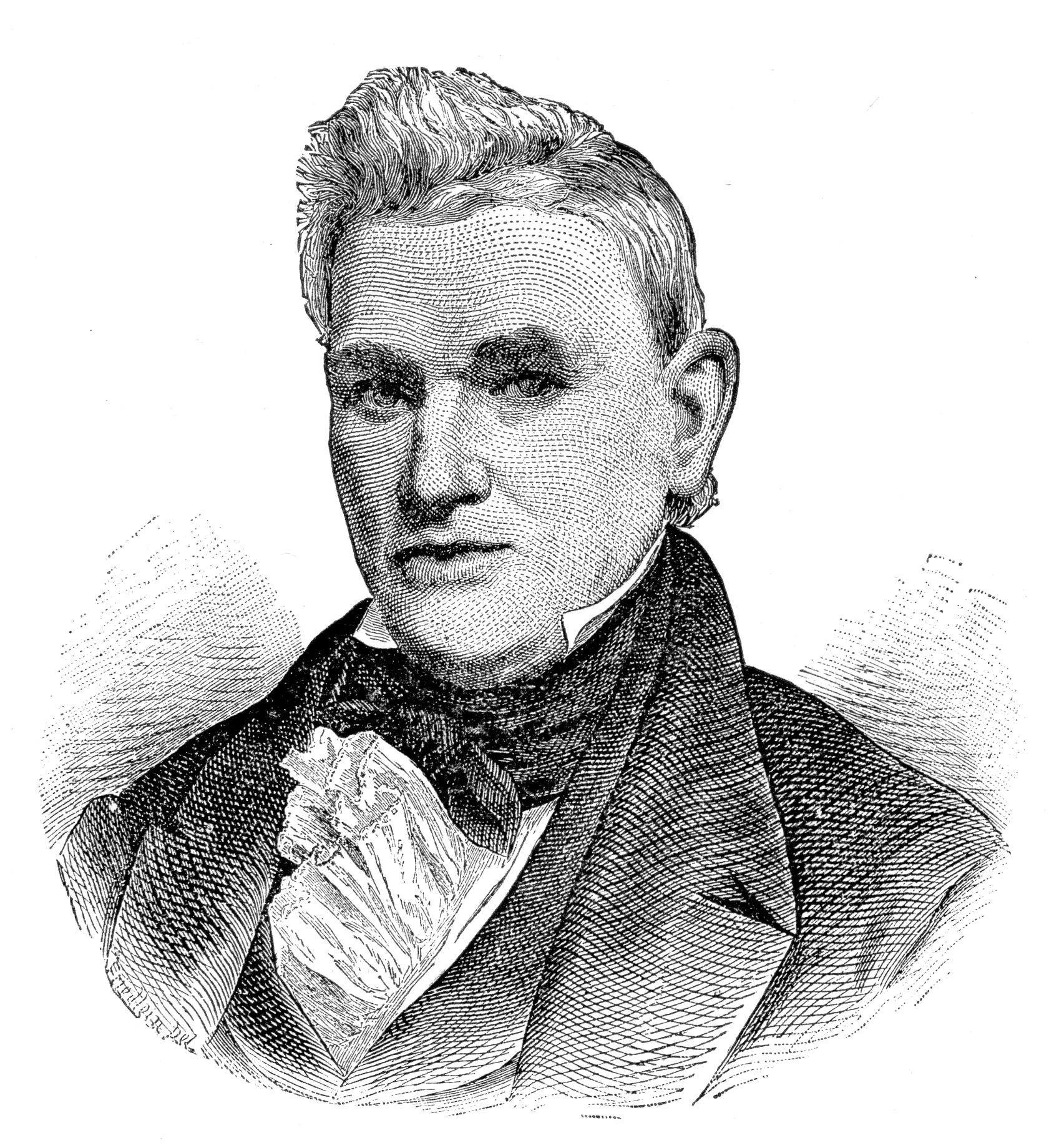
Nathan F. Dixon

Nathan Fellows Dixon, född 13 december 1774 i Plainfield, Connecticut, död 29 januari 1842 i Washington, D.C., var en amerikansk politiker (whig). Han representerade delstaten Rhode Island i USA:s senat från 1839 fram till sin död.
Dixon utexaminerades 1799 från College of Rhode Island (numera Brown University). Han studerade sedan juridik och inledde 1801 sin karriär som advokat i Connecticut. Han flyttade följande år till Rhode Island och fortsatte att arbeta som advokat där. Han var även verksam inom bankbranschen.
Dixon efterträdde 1839 Asher Robbins som senator för Rhode Island. Han avled 1842 i ämbetet och efterträddes av William Sprague.
Dixons grav finns på River Bend Cemetery i Westerly.